# 意大利鱼雷巡洋舰列表
意大利鱼雷巡洋舰列表收录所有在意大利皇家海军旗下服役过的鱼雷巡洋舰。
由于在利萨海战中失利，意大利皇家海军的预算受到极大的压缩。19世纪70到80年代，为了以较小的代价扩充海军实力，意大利皇家海军开始建造一系列小型军舰。最早建成的装备有鱼雷，被意大利分类为鱼雷巡洋舰的小型战舰就是“彼特罗·米卡”号。该舰也是世界上最早的鱼雷巡洋舰。在这之后十年，意大利才建成了第二艘，也就是“的黎波里”号。该舰成为后面戈意托级四舰：“戈意托”号、“孔菲恩扎”号、“蒙泰贝洛”号和“蒙扎巴诺”号，和八艘帕耳忒诺珀级：“帕耳忒诺珀”号、“密涅瓦”号、“欧里迪切”号、“乌剌妮娅”号、“伊里斯”号、“阿雷图萨”号、“卡普雷拉”号、“卡拉塔菲米”号的设计基础。霹雳级两舰“霹雳”号、“箭”号也是意大利海军在小型军舰上的一种失败尝试。最后在帕耳忒诺珀级主机配置基础上，意大利海军又建造了两艘阿戈尔达特级：“阿戈尔达特”号、“科阿蒂特”号。这两舰与前辈们一样，依然因航速过低而不受重用。

## 历史
| 主武装 | 主武器装备或者主炮的数量和类型                       |
| 装甲   | 舰体装甲最大厚度                                     |
| 排水量 | 战斗状态下满载排水量                                 |
| 推进器 | 传动轴的数量，推进系统的类型、可提供的最高航速和功率 |
| 服役   | 舰只开建和结束建造的日期以及其最终结局               |
| 开建   | 开始安放龙骨的日期                                   |
| 下水   | 舰只下水的日期                                       |
| 完工   | 舰只完成建造、交付使用的日期                         |
| 结局   | 舰只最终结局（例如沉没、拆解）                       |

在1870年代至1890年代，作为在极为有限的海军预算下舰队扩充计划的一部分，意大利皇家海军建造了一批小型军舰。这种军舰装备有鱼雷，被意大利分类为鱼雷巡洋舰（Incrociatore torpediniere）。这批鱼雷巡洋舰总共建造了18艘，分属6个不同的舰级。第一艘服役的“彼特罗·米卡”号于1875年开始建造，该舰是当时各国海军中最早建造的鱼雷巡洋舰。然而由于航速过慢，该舰的服役效果并不理想。在“彼特罗·米卡”号之后是设计方案更为成熟的“的黎波里”号，这艘军舰的设计为4艘戈意托级和8艘帕耳忒诺珀级巡洋舰提供了基础。戈意托级巡洋舰的设计建造还带有一定的实验性质，其中的“孔菲恩扎”号最终成为帕耳忒诺珀级的设计基础。在建造这些船只的同时，意大利海军还订购了两艘较小的鱼雷巡洋舰——霹雳级。最后一批则是阿戈尔达特级两舰：“阿戈尔达特”号和“科阿蒂特”号，它们于19世纪90年代末建造，被用作舰队侦察舰。与“彼特罗·米卡”号一样，阿戈尔达特级的航速还是远低于预期。

大多数意大利鱼雷巡洋舰在1880至1900年代服役，由于这一时期时局相对平静，这些舰只除了例行的训练行动外几乎没有参与其他活动。到了20世纪初，许多意大利鱼雷巡洋舰已被降为辅助角色或直接被废弃。到1911年至1912年的意土战争时，仍有以帕耳忒诺珀级和阿戈尔达特级为代表的一小部分舰只在前线服役。它们主要作为沿海炮击舰，支援意大利在北非的行动。到了第一次世界大战期时，仍在服役的鱼雷巡洋舰都没有参与攻击性任务。其中有四艘舰只，“的黎波里”号、“戈意托”号、“帕耳忒诺珀”号以及“米涅瓦”号被改装为布雷舰，用于协助封锁奥匈帝国海军在亚得里亚海的行动。“帕耳忒诺珀”号在1918年3月被德国潜艇击中并沉没，成为唯一一艘在敌对行动中丧失的意大利鱼雷巡洋舰。到20世纪20年代初，这些过时的鱼雷巡洋舰纷纷被出售拆解。它们在舰队中的侦察作用被一批作为战争赔偿而获得的德国和奥匈帝国轻巡洋舰所取代。

## 各舰概况

### “彼特罗·米卡”号
在1866年利萨海战后，意大利舰队的失败导致意大利议会大幅削减海军预算。到了1870年代，有限的预算无法购买以新的铁甲舰为核心的大型战列舰队，因此时任意大利海军部长的海军上将西蒙尼·安东尼奥·圣邦下令建造一艘装备有鱼雷的小型快速舰艇。这艘实验舰艇，也就是“彼特罗·米卡”号将为进一步建造类似舰艇提供基础，从而以较低的成本增加意大利皇家海军的战斗力。这艘新舰是各国海军最早建造的鱼雷巡洋舰之一。然而，由于其扁平底舰体，该舰无法达到预期的速度，这也意味着无法追上并摧毁铁甲舰。因此，本舰的实际服役时间很短。意大利海军也在接近十年后才建造了另一艘鱼雷巡洋舰。1893年11月，意大利海军将该舰出售拆解。
| 舰名                             | 主武装                     | 装甲                    | 排水量             | 推进器                                                   | 服役          | 服役         | 服役         | 服役       |
| 舰名                             | 主武装                     | 装甲                    | 排水量             | 推进器                                                   | 开建          | 下水         | 完工         | 结局       |
| -------------------------------- | -------------------------- | ----------------------- | ------------------ | -------------------------------------------------------- | ------------- | ------------ | ------------ | ---------- |
| “彼特罗·米卡”号 （Pietro Micca） | 1具16英寸（406）鱼雷发射管 | 0.5至0.75英寸（13至19） | 598長噸（608公噸） | 1轴，单胀蒸汽机，12.88節（23.85每小時；14.82英里每小時） | 1875年2月15日 | 1875年8月1日 | 1877年7月3日 | 1893年拆解 |

### “的黎波里”号

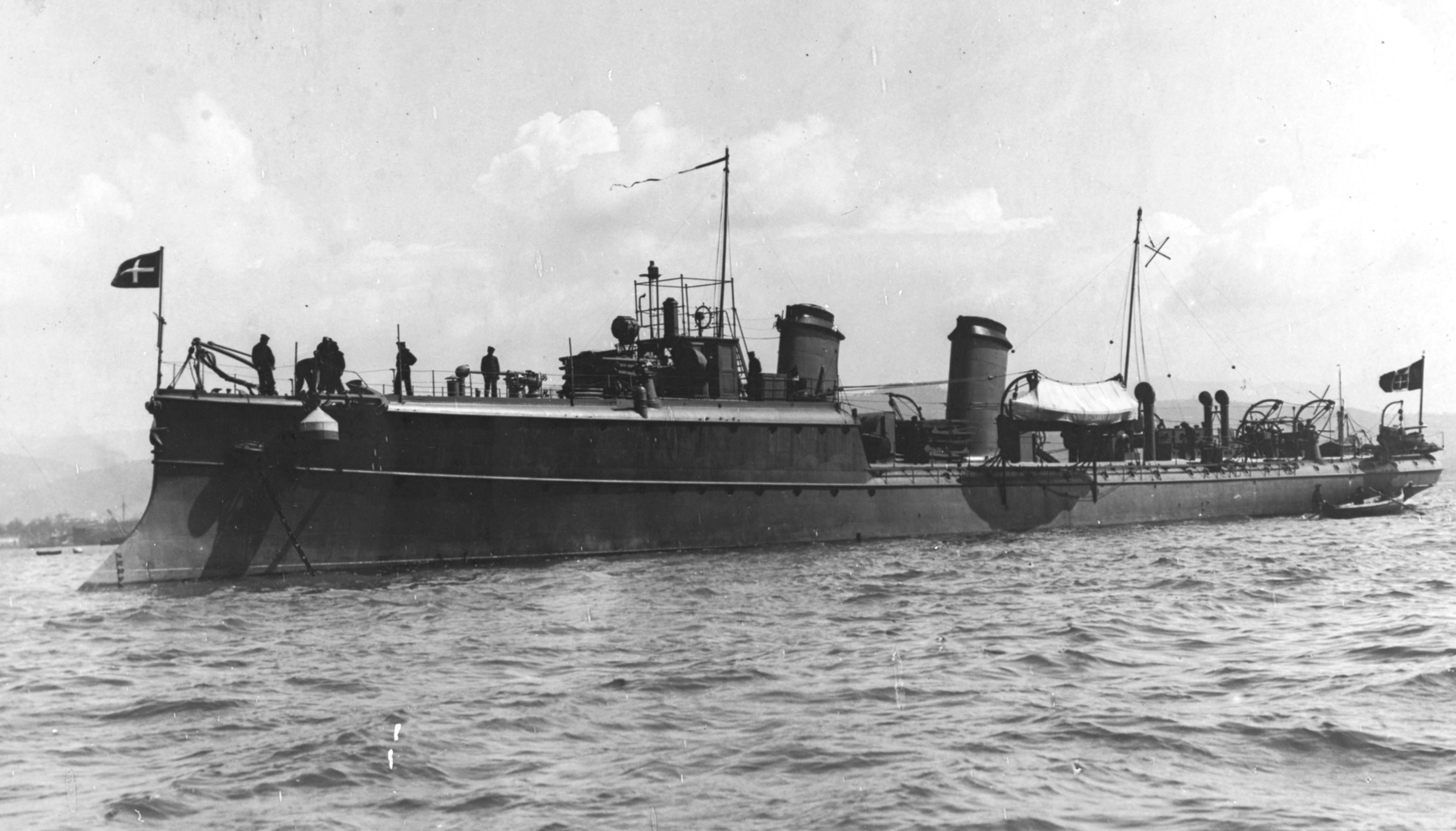
现代化改装后的“的黎波里”号

19世纪80年代中期，设计了卡约·杜里奥级和意大利级铁甲舰的意大利海军造舰总监贝纳德通·伯林开始尝试“绿水学派”理念，该派强调采用小型、快速、装备鱼雷的舰艇，能以极低的成本损坏或摧毁大得多的战列舰。这一尝试的第一个实验室一艘新型鱼雷巡洋舰，旨在修正“彼特罗·米卡”号的设计缺陷，特别是较慢的航速。新舰“的黎波里”号比“彼特罗·米卡”号快接近5節（9.3每小時；5.8英里每小時），并且装备有5具鱼雷发射管，远比“彼特罗·米卡”号只有单管鱼雷发射管火力强大。该舰的成功成为接下来十年里戈意托级以及帕耳忒诺珀级等12艘类似军舰的设计基础。
“的黎波里”号在1910年之前一直在意大利舰队服役。在此期间，该舰大量参与意大利舰队的训练演习，帮助完善了意大利海军的战略和战术。该舰在1897年至1898年进行了现代化改造，其中包括更换了新的锅炉并改进了舰首。1910年，该舰被改装为布雷舰。“的黎波里”号在1911年至1912年的意土战争期间继续以布雷舰身份服役，但在战争中没有参与任何行动。该舰在第一次世界大战期间继续服役，此时的意大利舰队广泛使用水雷阵来限制奥匈帝国海军在亚得里亚海狭窄水域的活动。“的黎波里”号一直保留在舰队的库存中，直到1923年被废弃并拆解。此时该舰已经成为意大利的最后一艘鱼雷巡洋舰，已服役了超过36年。
| 舰名              | 主武装                                         | 装甲          | 排水量             | 推进器                                                                                   | 服役          | 服役          | 服役   |
| 舰名              | 主武装                                         | 装甲          | 排水量             | 推进器                                                                                   | 开建          | 完工          | 结局   |
| ----------------- | ---------------------------------------------- | ------------- | ------------------ | ---------------------------------------------------------------------------------------- | ------------- | ------------- | ------ |
| “的黎波里”号 （） | 5具14英寸（356）鱼雷发射管 1门4.7英寸（120）炮 | 1.5英寸（38） | 829長噸（842公噸） | 3轴，3台双胀蒸汽机，17.5節（32.4每小時；20.1英里每小時），2,400匹指示馬力（1,800千瓦特） | 1885年6月10日 | 1886年12月1日 | 1923年 |

### 戈意托级
伯林在“的黎波里”号的基础上进一步进行改进实验，其成果就是戈意托级。本级相较于前级，采用不同的舰体形式、推进系统和轻型炮组，以此来确定新型战舰的最有效配置。伯林在这项任务中得到了工程总监贾钦托·普利诺的支持，后者主要参与设计了“孔菲恩扎”号。本级各舰尽管各不相同，但在设计上与“的黎波里”号大致相似。后续的帕耳忒诺珀级则采用了“孔菲恩扎”号所使用的双轴引擎布置以及炮装套件，其中包括一门4.7英寸（120）炮。“孔菲恩扎”号也是本级唯一装备中口径炮的舰只。
与“的黎波里”号一样，四艘戈意托级舰艇与大舰队一起服役并参加训练演习。由于意大利与德国和奥匈帝国同是“三国同盟”的成员国，法国当时是意大利最有可能的对手。因此这些演习通常模拟法国对意大利各个港口的海军进攻的场景。在没有进行演习时，这些舰艇经常被放置在预备役中以降低运作成本。到了19世纪90年代末，这些舰艇开始从前线服役中撤出，“戈意托”号在1897年改装为布雷舰，“蒙泰贝洛”号在1898年成为训练舰，“蒙扎巴诺”号和“孔菲恩扎”号在1901年被退役，并作为废品出售。在第一次世界大战期间，“戈意托”号参与了对奥匈帝国的布雷行动。战后该舰与“蒙泰贝洛”号于1920年被废弃。
| 舰名              | 武装                             | 装甲    | 排水量                       | 推进器                                          | 服役          | 服役          | 服役          | 服役       |
| 舰名              | 武装                             | 装甲    | 排水量                       | 推进器                                          | 开建          | 下水          | 完工          | 结局       |
| ----------------- | -------------------------------- | ------- | ---------------------------- | ----------------------------------------------- | ------------- | ------------- | ------------- | ---------- |
| “戈意托”号 （）   | 5具14英寸鱼雷发射管              | 1.5英寸 | 955至974長噸（970至990公噸） | 3轴，双胀蒸汽机，18節（33每小時；21英里每小時） | 1885年9月     | 1887年7月6日  | 1888年2月16日 | 1920年拆解 |
| “蒙泰贝洛”号 （） | 5具14英寸鱼雷发射管              | 1.5英寸 | 955至974長噸（970至990公噸） | 3轴，双胀蒸汽机，18節（33每小時；21英里每小時） | 1885年9月25日 | 1888年3月14日 | 1888年3月14日 | 1920年拆解 |
| “蒙扎巴诺”号 （） | 5具14英寸鱼雷发射管              | 1.5英寸 | 955至974長噸（970至990公噸） | 3轴，三胀蒸汽机，18節（33每小時；21英里每小時） | 1885年8月25日 | 1888年3月14日 | 1888年3月14日 | 1901年拆解 |
| “孔菲恩扎”号 （） | 5具14英寸鱼雷发射管 1门4.7英寸炮 | 1.5英寸 | 955至974長噸（970至990公噸） | 2轴，双胀蒸汽机，17節（31每小時；20英里每小時） | 1887年9月     | 1889年7月28日 | 1890年4月11日 | 1901年拆解 |

### 霹雳级
下一代为意大利舰队建造的鱼雷巡洋舰是霹雳级，标志着伯林在“绿水学派”思想下的进一步实验。虽然本级两舰也装备有三具鱼雷发射管，并且航速几乎与戈意托级一样快，但比伯林设计的其他鱼雷巡洋舰要小得多。本级两舰并不是特别成功的舰只，其设计在未来的鱼雷巡洋舰中没有被沿用。两舰的服役生涯平淡无奇，部分归因于“霹雳”号在刚服役时与防护巡洋舰“乔万尼·包桑”号相撞造成严重损坏而无法修复到原始状态。“箭”号经常被置于预备役，并在1897年成为炮术训练舰。“霹雳”号在1900年被拆解，“箭”号则在1908年被拆除。
| 舰名          | 主武装              | 装甲 | 排水量             | 推进器                                          | 服役 | 服役          | 服役          | 服役       |
| 舰名          | 主武装              | 装甲 | 排水量             | 推进器                                          | 开建 | 下水          | 完工          | 结局       |
| ------------- | ------------------- | ---- | ------------------ | ----------------------------------------------- | ---- | ------------- | ------------- | ---------- |
| “霹雳”号 （） | 3具14英寸鱼雷发射管 | ー   | 364長噸（370公噸） | 2轴，双胀蒸汽机，17節（31每小時；20英里每小時） | 未知 | 1886年9月29日 | 1887年2月16日 | 1900年拆解 |
| “箭”号 （）   | 3具14英寸鱼雷发射管 | ー   | 394長噸（400公噸） | 2轴，双胀蒸汽机，17節（31每小時；20英里每小時） | 未知 | 1887年5月30日 | 1888年2月16日 | 1908年拆解 |

### 帕耳忒诺珀级

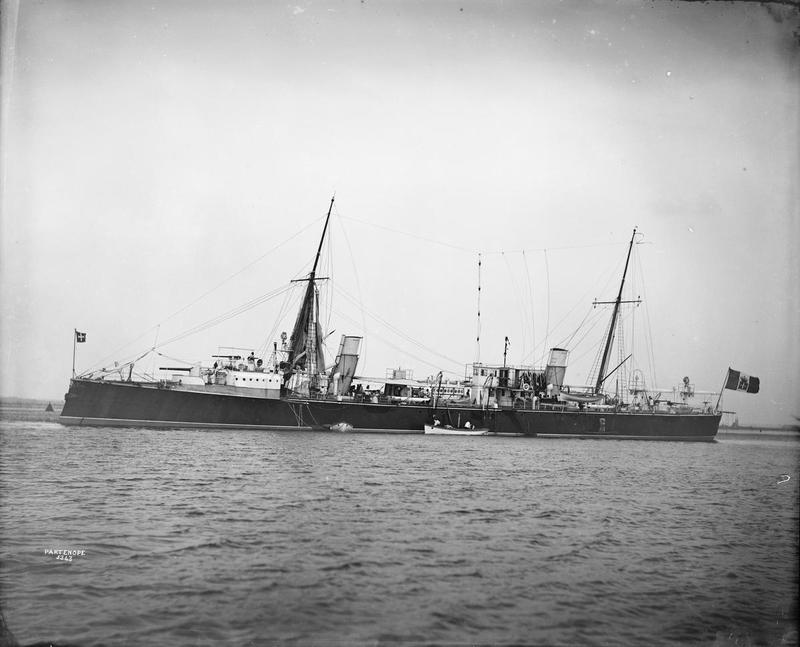
“帕耳忒诺珀”号新建成时

帕耳忒诺珀级巡洋舰的设计工作始于1887年，该舰级也同样以“的黎波里”号为蓝本。彼时，戈意托级尚未正式投入使用，因此意大利海军还没从这一级设计方案中获得所需的实际反馈。尽管如此，设计人员还是决定将“孔菲恩扎”号所采用的双轴推进布局标准化，因为这一设计更简单便宜。而由于装备了更强大的引擎系统，帕耳忒诺珀级比三轴驱动的戈意托级更快，最高时速可达20節（37每小時；23英里每小時）。在火炮装备方面，由于中口径火炮显著增加了战斗力，帕耳忒诺珀级也采用了“孔菲恩扎”号所使用的炮组。设计人员为了对舰载武器装备进行进一步的测试，在“卡普雷拉”号上安装了第二门4.7英寸火炮。
像其他意大利鱼雷巡洋舰一样，帕耳忒诺珀级舰只在服役生涯中的大部分时间都在与舰队一起进行训练演习。在19世纪90年代，“帕耳忒诺珀”号和“欧里迪切”号一起参与了克里特岛附近的海军示威活动，旨在阻止希腊和奥斯曼帝国在该岛的控制权上发生冲突。到了1900年代中期，本舰级舰只开始从前线服役中退出。“帕耳忒诺珀”号和“密涅瓦”号分别于1906年至1908年和1909年至1910年改建为布雷舰，而“卡拉塔菲米”号和“欧里迪切”号则于1907年被废弃。该舰级其余几艘舰只参加了意土战争中的战斗，主要是对奥斯曼帝国在北非的阵地进行炮击。“阿雷图萨”号曾在红海与奥斯曼帝国鱼雷巡洋舰“荣耀之扈”号短暂发生交战。
战后，意大利海军废弃了“阿雷图萨”号、“乌剌妮娅”号和“卡普雷拉”号。而“帕耳忒诺珀”号、“密涅瓦”号和“伊里斯”号在第一次世界大战期间继续服役。但由于意大利舰队采取谨慎的战略，这些舰只的活动范围十分有限。“帕耳忒诺珀”号和“密涅瓦”号被指派在亚得里亚海布设防御性水雷区。1918年3月24日，德国UC-67号潜艇在比塞大附近击沉“帕耳忒诺珀”号。“密涅瓦”号和“伊里斯”号都在1920年代初报废。
| 舰名                | 主武装                         | 装甲          | 排水量                       | 推进器                                                                  | 服役          | 服役           | 服役           | 服役              |
| 舰名                | 主武装                         | 装甲          | 排水量                       | 推进器                                                                  | 开建          | 下水           | 完工           | 结局              |
| ------------------- | ------------------------------ | ------------- | ---------------------------- | ----------------------------------------------------------------------- | ------------- | -------------- | -------------- | ----------------- |
| “帕耳忒诺珀”号 （） | 5具17.7英寸鱼雷管 1门4.7英寸炮 | 1.6英寸（41） | 821至931長噸（834至946公噸） | 2轴，三胀蒸汽机，18.1至20.8節（33.5至38.5每小時；20.8至23.9英里每小時） | 1888年6月8日  | 1889年12月23日 | 1890年9月11日  | 1918年3月24日沉没 |
| “密涅瓦”号 （）     | 6具17.7英寸鱼雷管 1门4.7英寸炮 | 1.6英寸（41） | 821至931長噸（834至946公噸） | 2轴，三胀蒸汽机，18.1至20.8節（33.5至38.5每小時；20.8至23.9英里每小時） | 1889年2月1日  | 1892年2月27日  | 1892年8月20日  | 1921年拆解        |
| “欧里迪切”号 （）   | 6具17.7英寸鱼雷管 1门4.7英寸炮 | 1.6英寸（41） | 821至931長噸（834至946公噸） | 2轴，三胀蒸汽机，18.1至20.8節（33.5至38.5每小時；20.8至23.9英里每小時） | 1889年2月14日 | 1890年9月22日  | 1891年5月1日   | 1907年拆解        |
| “乌剌妮娅”号 （）   | 6具17.7英寸鱼雷管 1门4.7英寸炮 | 1.6英寸（41） | 821至931長噸（834至946公噸） | 2轴，三胀蒸汽机，18.1至20.8節（33.5至38.5每小時；20.8至23.9英里每小時） | 1889年2月16日 | 1891年6月18日  | 1893年7月21日  | 1912年拆解        |
| “伊里斯”号 （）     | 6具17.7英寸鱼雷管 1门4.7英寸炮 | 1.6英寸（41） | 821至931長噸（834至946公噸） | 2轴，三胀蒸汽机，18.1至20.8節（33.5至38.5每小時；20.8至23.9英里每小時） | 1889年2月21日 | 1891年7月20日  | 1892年11月1日  | 1920年拆解        |
| “阿雷图萨”号 （）   | 6具17.7英寸鱼雷管 1门4.7英寸炮 | 1.6英寸（41） | 821至931長噸（834至946公噸） | 2轴，三胀蒸汽机，18.1至20.8節（33.5至38.5每小時；20.8至23.9英里每小時） | 1889年6月1日  | 1891年3月14日  | 1892年9月1日   | 1912年拆解        |
| “卡普雷拉”号 （）   | 5具17.7英寸鱼雷管 2门4.7英寸炮 | 1.6英寸（41） | 821至931長噸（834至946公噸） | 2轴，三胀蒸汽机，18.1至20.8節（33.5至38.5每小時；20.8至23.9英里每小時） | 1891年7月27日 | 1894年5月6日   | 1895年12月12日 | 1913年拆解        |
| “卡拉塔菲米”号 （） | 6具17.7英寸鱼雷管 1门4.7英寸炮 | 1.6英寸（41） | 821至931長噸（834至946公噸） | 2轴，三胀蒸汽机，18.1至20.8節（33.5至38.5每小時；20.8至23.9英里每小時） | 1891年9月15日 | 1893年3月18日  | 1894年1月16日  | 1907年拆解        |

### 阿戈尔达特级

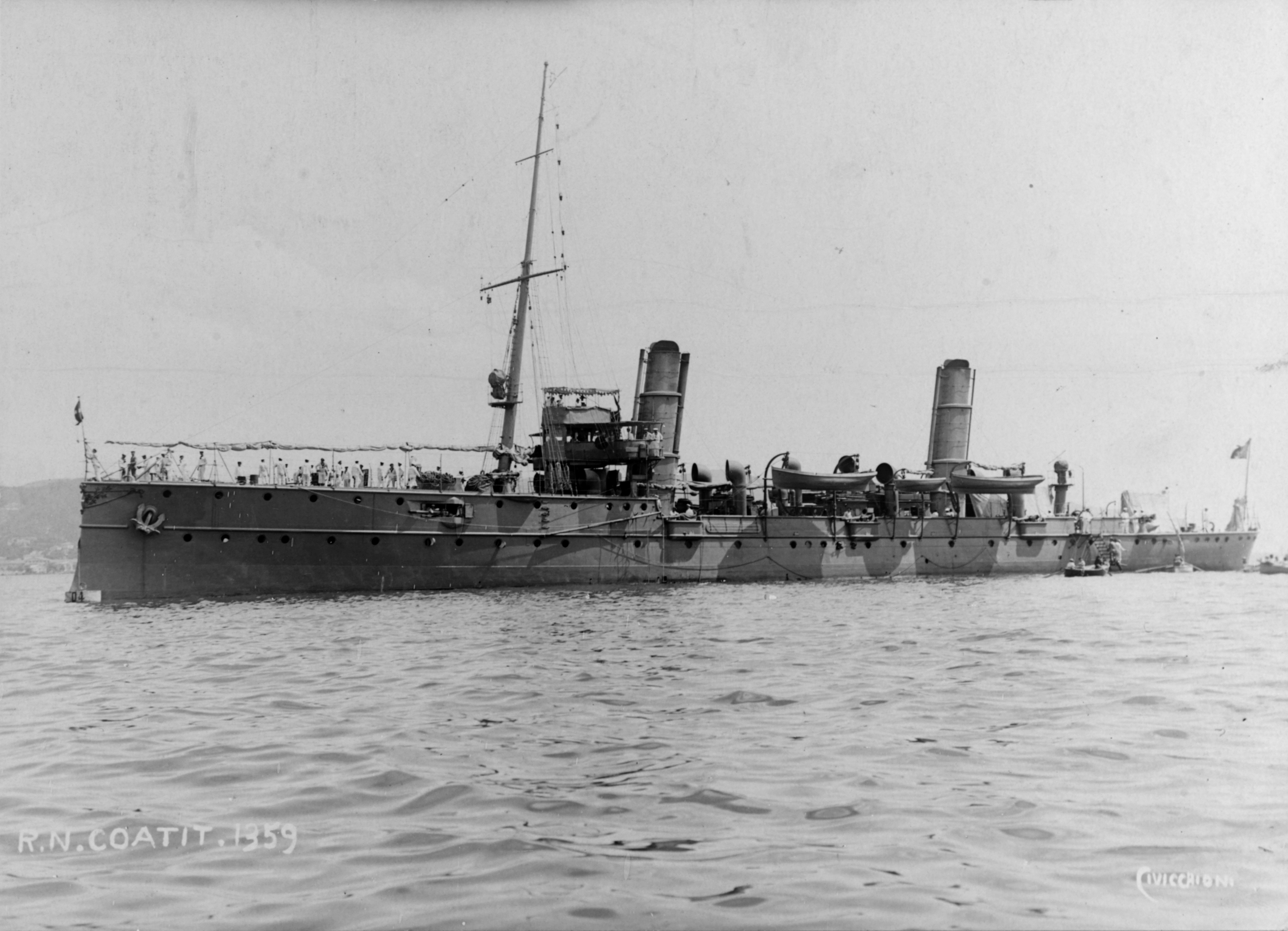
“科阿蒂特”号

阿戈达特级巡洋舰的设计准备工作始于19世纪90年代中期，两舰的设计工程则于1897年初正式启动。这两艘新式巡洋舰明显大于以往舰只的设计，但放弃了帕耳忒诺珀级设计中所采用的中口径炮。本级装甲厚度和鱼雷发射管数量也有所减少。尽管“阿戈尔达特”号和“科阿蒂特”号是主力舰队的侦察舰，但终因速度过慢，并没发挥太大作用。两舰曾参加意土战争，为意大利军队在北非提供火力支援。两艘船在一战期间都没有参加战斗，战后被撤出舰队服役。战后，意大利舰队获得了一批德国和奥匈帝国的轻巡洋舰作为战争赔偿，这些舰艇在20世纪20年代取代了意大利舰队中的鱼雷和防护巡洋舰。“科阿蒂特”号之后成为了一艘布雷舰，而“阿戈尔达特”号在1919年和1920年分别重新分类为炮舰。之后两舰都没有服役很长时间，“科阿蒂特”号在改装完成一年后就被出售拆解，“阿戈尔达特”号也在1923年被拆解。
| 舰名                | 主武装            | 装甲          | 排水量                               | 推进器                                                      | 服役          | 服役          | 服役       |
| 舰名                | 主武装            | 装甲          | 排水量                               | 推进器                                                      | 开建          | 完工          | 结局       |
| ------------------- | ----------------- | ------------- | ------------------------------------ | ----------------------------------------------------------- | ------------- | ------------- | ---------- |
| “阿戈尔达特”号 （） | 2具17.7英寸鱼雷管 | 0.8英寸（20） | 1,292至1,340長噸（1,313至1,362公噸） | 2轴，三胀蒸汽机，22至23節（41至43每小時；25至26英里每小時） | 1897年2月18日 | 1900年9月26日 | 1923年拆解 |
| “科阿蒂特”号 （）   | 2具17.7英寸鱼雷管 | 0.8英寸（20） | 1,292至1,340長噸（1,313至1,362公噸） | 2轴，三胀蒸汽机，22至23節（41至43每小時；25至26英里每小時） | 1897年4月8日  | 1900年10月1日 | 1920年拆解 |

## 脚注

### 引文
1. ↑  顾慧丽（1998年），第238页
2. 1 2  西风（2019年），第283页
3. 1 2 3 4  日本海人社（2014年），第30页
4. 1 2 3 4 5 6 7 8  日本海人社（2014年），第31页
5. 1 2 3 4 5 6 7 8 9 10 11  日本海人社（2014年），第34页
6. 1 2  顾慧丽（1998年），第133页
7. ↑  顾慧丽（1998年），第247页
8. ↑  西风（2019年），第296页
9. 1 2 3  日本海人社（2014年），第36页
10. ↑  Gröner（1990年），第ix页
11. 1 2  日本海人社（2014年），第29页
12. ↑  日本海人社（2014年），第31、34页
13. ↑  日本海人社（2014年），第35页
14. 1 2 3 4 5 6 7 8 9 10 11 12 13  Fraccaroli（1979年），第348页
15. ↑  Sondhaus（2001年），第49–50页
16. 1 2 3 4 5 6 7 8 9 10 11 12 13 14 15 16  Fraccaroli（1979年），第346页
17. ↑  Osborne（2004年），第36–37页
18. ↑  史蒂夫（2004年），第264页
19. ↑  布鲁斯·泰勒（2021年），第30页
20. ↑  张恩东（2018年），第239页
21. ↑  Sondhaus（2001年），第149页
22. 1 2 3  Fraccaroli（1979年），第346–347页
23. 1 2  Brassey（1889年），第453页
24. ↑  Barry（1897年），第133页
25. ↑  Garbett（1898年），第200页
26. ↑  Beehler（1913年），第11页
27. ↑  Halpern（1995年），第141–142页
28. 1 2  Clarke & Thursfield（1897年），第202–203页
29. 1 2  Garbett（1895年），第90页
30. 1 2 3 4 5 6 7 8 9 10 11 12 13 14 15 16 17 18 19 20 21 22  Fraccaroli（1979年），第347页
31. 1 2  O'Hara，Dickson & Worth（2013年），第201页
32. ↑  日本海人社（2014年），第18页
33. ↑  张黎源（2020年），第283页
34. ↑  Garbett（1893年），第567页
35. ↑  Garbett（1894年），第565页
36. ↑  Brassey（1903年），第60页
37. ↑  Neal（1895年），第355页
38. ↑  Robinson（1897年），第187页
39. ↑  Beehler（1913年），第35, 47–48页
40. ↑  Stephenson（2014年），第62页
41. ↑  Willmott（2009年），第426页
42. ↑  Beehler（1913年），第47页
43. ↑  Fraccaroli（1985年），第253–254页